# Manama
Manama (tiếng Ả Rập: المنامة Al Manāma IPA: [ˈmanaːma]) là thủ đô và thành phố lớn nhất của Bahrain, với dân số chừng 157.000 người. Từ lâu đã là một trung tâm mua bán quan trọng trong vịnh Ba Tư, Manama là một nơi có sự đa dạng lớn về dân cư. Sau một thời kỳ bị Bồ Đào Nha và Ba Tư kiểm soát và bị triều đại thống trị ở Ả Rập Saudi và Oman xâm lược, Bahrain tuyên bố độc lập vào thế kỷ 19.
Dù hai thành phố Manama và Muharraq có vẻ đã được thành lập cùng lúc, Muharraq có vị trí chiến lược và do vậy trở thành thủ đô của Bahrain cho tới năm 1921. Manama sau đó trở thành trung tâm kinh doanh và là "cổng vào" đảo chính Bahrain.  Trong thế kỷ 20, lợi nhuận từ dầu mỏ của Bahrain giúp đất nước phát triển nhanh chóng và đến thập niên 1990, nỗ lực đa dạng hóa kinh tế đưa các ngành kinh tế khác đi lên và biến Manama thành một trung tâm tài chính quan trọng ở Trung Đông. Manama được Liên đoàn Ả Rập chọn làm Thủ đô Văn hóa Ả Rập của năm 2012.

## Địa lý
Thành phố nằm ở góc đông bắc của Bahrain trên một bán đảo nhỏ. Như phần còn lại của Bahrain, đất đai bằng phẳng và khô cằn.

### Khí hậu
Manama có khí hậu khô cằn. Manama phải chịu những điều kiện khí hậu khắc nghiệt, với nhiệt độ mùa hè đạt đến 38 °C (100 °F) và mùa đông thấp đến 13 °C (55 °F). Khoảng thời gian thời tiết dễ chịu nhất ở Bahrain là mùa thu khi mà nắng không quá gắt với gió nhẹ thổi.
| Dữ liệu khí hậu của Manama (Sân bay quốc tế Bahrain) 1961–1990, nhiệt độ kỷ lục 1902–nay | Dữ liệu khí hậu của Manama (Sân bay quốc tế Bahrain) 1961–1990, nhiệt độ kỷ lục 1902–nay | Dữ liệu khí hậu của Manama (Sân bay quốc tế Bahrain) 1961–1990, nhiệt độ kỷ lục 1902–nay | Dữ liệu khí hậu của Manama (Sân bay quốc tế Bahrain) 1961–1990, nhiệt độ kỷ lục 1902–nay | Dữ liệu khí hậu của Manama (Sân bay quốc tế Bahrain) 1961–1990, nhiệt độ kỷ lục 1902–nay | Dữ liệu khí hậu của Manama (Sân bay quốc tế Bahrain) 1961–1990, nhiệt độ kỷ lục 1902–nay | Dữ liệu khí hậu của Manama (Sân bay quốc tế Bahrain) 1961–1990, nhiệt độ kỷ lục 1902–nay | Dữ liệu khí hậu của Manama (Sân bay quốc tế Bahrain) 1961–1990, nhiệt độ kỷ lục 1902–nay | Dữ liệu khí hậu của Manama (Sân bay quốc tế Bahrain) 1961–1990, nhiệt độ kỷ lục 1902–nay | Dữ liệu khí hậu của Manama (Sân bay quốc tế Bahrain) 1961–1990, nhiệt độ kỷ lục 1902–nay | Dữ liệu khí hậu của Manama (Sân bay quốc tế Bahrain) 1961–1990, nhiệt độ kỷ lục 1902–nay | Dữ liệu khí hậu của Manama (Sân bay quốc tế Bahrain) 1961–1990, nhiệt độ kỷ lục 1902–nay | Dữ liệu khí hậu của Manama (Sân bay quốc tế Bahrain) 1961–1990, nhiệt độ kỷ lục 1902–nay | Dữ liệu khí hậu của Manama (Sân bay quốc tế Bahrain) 1961–1990, nhiệt độ kỷ lục 1902–nay |
| Tháng                                                                                    | 1                                                                                        | 2                                                                                        | 3                                                                                        | 4                                                                                        | 5                                                                                        | 6                                                                                        | 7                                                                                        | 8                                                                                        | 9                                                                                        | 10                                                                                       | 11                                                                                       | 12                                                                                       | Năm                                                                                      |
| ---------------------------------------------------------------------------------------- | ---------------------------------------------------------------------------------------- | ---------------------------------------------------------------------------------------- | ---------------------------------------------------------------------------------------- | ---------------------------------------------------------------------------------------- | ---------------------------------------------------------------------------------------- | ---------------------------------------------------------------------------------------- | ---------------------------------------------------------------------------------------- | ---------------------------------------------------------------------------------------- | ---------------------------------------------------------------------------------------- | ---------------------------------------------------------------------------------------- | ---------------------------------------------------------------------------------------- | ---------------------------------------------------------------------------------------- | ---------------------------------------------------------------------------------------- |
| Cao kỉ lục °C (°F)                                                                       | 29.7 (85.5)                                                                              | 34.7 (94.5)                                                                              | 38.1 (100.6)                                                                             | 41.3 (106.3)                                                                             | 46.7 (116.1)                                                                             | 47.3 (117.1)                                                                             | 47.5 (117.5)                                                                             | 45.6 (114.1)                                                                             | 45.5 (113.9)                                                                             | 42.8 (109.0)                                                                             | 37.2 (99.0)                                                                              | 30.6 (87.1)                                                                              | 47.5 (117.5)                                                                             |
| Trung bình ngày tối đa °C (°F)                                                           | 20.0 (68.0)                                                                              | 21.2 (70.2)                                                                              | 24.7 (76.5)                                                                              | 29.2 (84.6)                                                                              | 34.1 (93.4)                                                                              | 36.4 (97.5)                                                                              | 37.9 (100.2)                                                                             | 38.0 (100.4)                                                                             | 36.5 (97.7)                                                                              | 33.1 (91.6)                                                                              | 27.8 (82.0)                                                                              | 22.3 (72.1)                                                                              | 30.1 (86.2)                                                                              |
| Trung bình ngày °C (°F)                                                                  | 17.2 (63.0)                                                                              | 18.0 (64.4)                                                                              | 21.2 (70.2)                                                                              | 25.3 (77.5)                                                                              | 30.0 (86.0)                                                                              | 32.6 (90.7)                                                                              | 34.1 (93.4)                                                                              | 34.2 (93.6)                                                                              | 32.5 (90.5)                                                                              | 29.3 (84.7)                                                                              | 24.5 (76.1)                                                                              | 19.3 (66.7)                                                                              | 26.5 (79.7)                                                                              |
| Tối thiểu trung bình ngày °C (°F)                                                        | 14.1 (57.4)                                                                              | 14.9 (58.8)                                                                              | 17.8 (64.0)                                                                              | 21.5 (70.7)                                                                              | 26.0 (78.8)                                                                              | 28.8 (83.8)                                                                              | 30.4 (86.7)                                                                              | 30.5 (86.9)                                                                              | 28.6 (83.5)                                                                              | 25.5 (77.9)                                                                              | 21.2 (70.2)                                                                              | 16.2 (61.2)                                                                              | 23.0 (73.4)                                                                              |
| Thấp kỉ lục °C (°F)                                                                      | 2.7 (36.9)                                                                               | 7.9 (46.2)                                                                               | 10.9 (51.6)                                                                              | 10.8 (51.4)                                                                              | 18.7 (65.7)                                                                              | 18.4 (65.1)                                                                              | 25.3 (77.5)                                                                              | 21.8 (71.2)                                                                              | 18.9 (66.0)                                                                              | 18.8 (65.8)                                                                              | 11.7 (53.1)                                                                              | 6.4 (43.5)                                                                               | 2.7 (36.9)                                                                               |
| Lượng Giáng thủy trung bình mm (inches)                                                  | 14.6 (0.57)                                                                              | 16.0 (0.63)                                                                              | 13.9 (0.55)                                                                              | 10.0 (0.39)                                                                              | 1.1 (0.04)                                                                               | 0 (0)                                                                                    | 0 (0)                                                                                    | 0 (0)                                                                                    | 0 (0)                                                                                    | 0.5 (0.02)                                                                               | 3.8 (0.15)                                                                               | 10.9 (0.43)                                                                              | 70.8 (2.79)                                                                              |
| Số ngày giáng thủy trung bình (≥ 1.0 mm)                                                 | 2.0                                                                                      | 1.9                                                                                      | 1.9                                                                                      | 1.4                                                                                      | 0.2                                                                                      | 0                                                                                        | 0                                                                                        | 0                                                                                        | 0                                                                                        | 0.1                                                                                      | 0.7                                                                                      | 1.7                                                                                      | 9.9                                                                                      |
| Số giờ nắng trung bình tháng                                                             | 226.3                                                                                    | 221.2                                                                                    | 238.7                                                                                    | 255.0                                                                                    | 306.9                                                                                    | 339.0                                                                                    | 331.7                                                                                    | 331.7                                                                                    | 312.0                                                                                    | 303.8                                                                                    | 261.0                                                                                    | 226.3                                                                                    | 3.353,6                                                                                  |
| Nguồn 1: NOAA, Meteo Climat (record highs and lows)                                      |                                                                                          |                                                                                          |                                                                                          |                                                                                          |                                                                                          |                                                                                          |                                                                                          |                                                                                          |                                                                                          |                                                                                          |                                                                                          |                                                                                          |                                                                                          |
| Nguồn 2: Ministry of Transportation (Bahrain)                                            |                                                                                          |                                                                                          |                                                                                          |                                                                                          |                                                                                          |                                                                                          |                                                                                          |                                                                                          |                                                                                          |                                                                                          |                                                                                          |                                                                                          |                                                                                          |